# Los Altos Hills
Los Altos Hills ist eine Stadt im Santa Clara County im US-Bundesstaat Kalifornien mit 8489 Einwohnern (Stand: 2020). Das Stadtgebiet hat eine Größe von 22,3 km².

## Geschichte
Das Gebiet von Los Altos Hills war ursprüngliche von Indianern des Ohlone-Volkes bewohnt. Nachdem schon in den Jahrzehnten zuvor archäologische Funde gemacht wurden, wurden 1970 die Überreste einer Ohlone-Siedlung mit Indianerfriedhof gefunden und archäologisch untersucht.
Die mexikanische Regierung vergab das heute zu Los Altos Hills gehörende Gebiet 1840 an zwei Personen, Jose Gorgonio und Juan Prado Mesa. Gorgonias Gebiet war die Rancho La Purissima Concepcion, Mesas die Rancho San Antonio. Gorgonion verkaufte sein Land bereits 1844 an Juana Briones de Miranda, die ihrerseits das Gebiet auf dem heute das Foothill College steht 1855 an den Gründer von Sunnyvale Martin Murphy verkaufte, der es seiner Tochter Elizabeth Yuba und ihrem Ehemann William Taaffe übereignete. Die Briones-Familie und die Mesas-Familie verschmolzen durch Heirat.
Die Ranchos wurden später in kleinere Grundstücke geteilt und verkauft. Es siedelten sich französische und italienische Familien an, die begannen Weinanbau zu betreiben. Insbesondere die Zinfandel-Traube wurde angebaut. Der Weinanbau wurde durch den Anbau von Obst um 1900 verdrängt, nachdem Mehlstaub die Weinstöcke vernichtete.
Mit Wirkung zum 27. Januar 1956 wurde Los Altos Hills zur Stadt („City“) erhoben.

## Söhne und Töchter der Stadt
- Ted Huang (* 1970), Radrennfahrer
- Max Thieriot (* 1988), Schauspieler